# The Devil Put Dinosaurs Here
The Devil Put Dinosaurs Here je páté studiové album skupiny Alice in Chains, které vyšlo 28. května 2013.

## Skladby
Všechny skladby napsal Jerry Cantrell, pokud není uvedeno jinak.
| Pořadí | Název                        | Autor                                  | Délka |
| ------ | ---------------------------- | -------------------------------------- | ----- |
| 1.     | Hollow                       |                                        | 5:43  |
| 2.     | Pretty Done                  |                                        | 4:35  |
| 3.     | Stone                        |                                        | 4:23  |
| 4.     | Voices                       |                                        | 5:42  |
| 5.     | The Devil Put Dinosaurs Here | Cantrell, Mike Inez, Sean Kinney       | 6:38  |
| 6.     | Lab Monkey                   |                                        | 5:59  |
| 7.     | Low Ceiling                  | Cantrell, Inez, Kinney                 | 5:15  |
| 8.     | Breath on a Window           |                                        | 5:18  |
| 9.     | Scalpel                      | Cantrell, Inez, Kinney                 | 5:21  |
| 10.    | Phantom Limb                 | Cantrell, Inez, Kinney, William DuVall | 7:07  |
| 11.    | Hung on a Hook               |                                        | 5:34  |
| 12.    | Choke                        | Cantrell, Inez, Kinney                 | 5:44  |

## Sestava
- William DuVall – zpěv, rytmická kytara
- Jerry Cantrell – kytara, doprovodný zpěv
- Mike Inez – baskytara, doprovodný zpěv
- Sean Kinney – bicí, perkuse